# Vladimir Krasnov
Vladimir Aleksandrovič Krasnov (in russo Владимир Александрович Краснов?; 19 agosto 1990) è un velocista russo.

## Palmarès
| Anno | Manifestazione    | Sede       | Evento      | Risultato  | Prestazione | Note                                     |
| ---- | ----------------- | ---------- | ----------- | ---------- | ----------- | ---------------------------------------- |
| 2007 | Mondiali allievi  | Ostrava    | 400 m piani | Bronzo     | 47"03       |                                          |
| 2008 | Mondiali juniores | Bydgoszcz  | 400 m piani | Semifinale | 47"38       |                                          |
| 2010 | Europei           | Barcellona | 400 m piani | 4º         | 45"24       |                                          |
| 2010 | Europei           | Barcellona | 4×400 m     | Oro        | 3'02"14     |                                          |
| 2011 | Europei under 23  | Ostrava    | 400 m piani | 4º         | 46"29       |                                          |
| 2011 | Europei under 23  | Ostrava    | 4×400 m     | Bronzo     | 3'04"01     |                                          |
| 2013 | Europei indoor    | Göteborg   | 4x400 m     | Argento    | 3'06"96     |                                          |
| 2013 | Universiadi       | Kazan'     | 400 m piani | Oro        | 45"49       | Miglior prestazione personale stagionale |
| 2013 | Universiadi       | Kazan'     | 4×400 m     | dq         | dq          |                                          |
| 2013 | Mondiali          | Mosca      | 400 m piani | Batteria   | 46"23       |                                          |
| 2013 | Mondiali          | Mosca      | 4×400 m     | dq         | dq          |                                          |
| 2014 | Mondiali indoor   | Sopot      | 4x400 m     | 5º         | 3'07"12     |                                          |
| 2014 | Europei           | Zurigo     | 4×400 m     | dq         | dq          |                                          |

## Altre competizioni internazionali
2010
- Campionati europei a squadre di atletica leggera ( Bergen)